# Gender/Sexuality Rights Association Taiwan

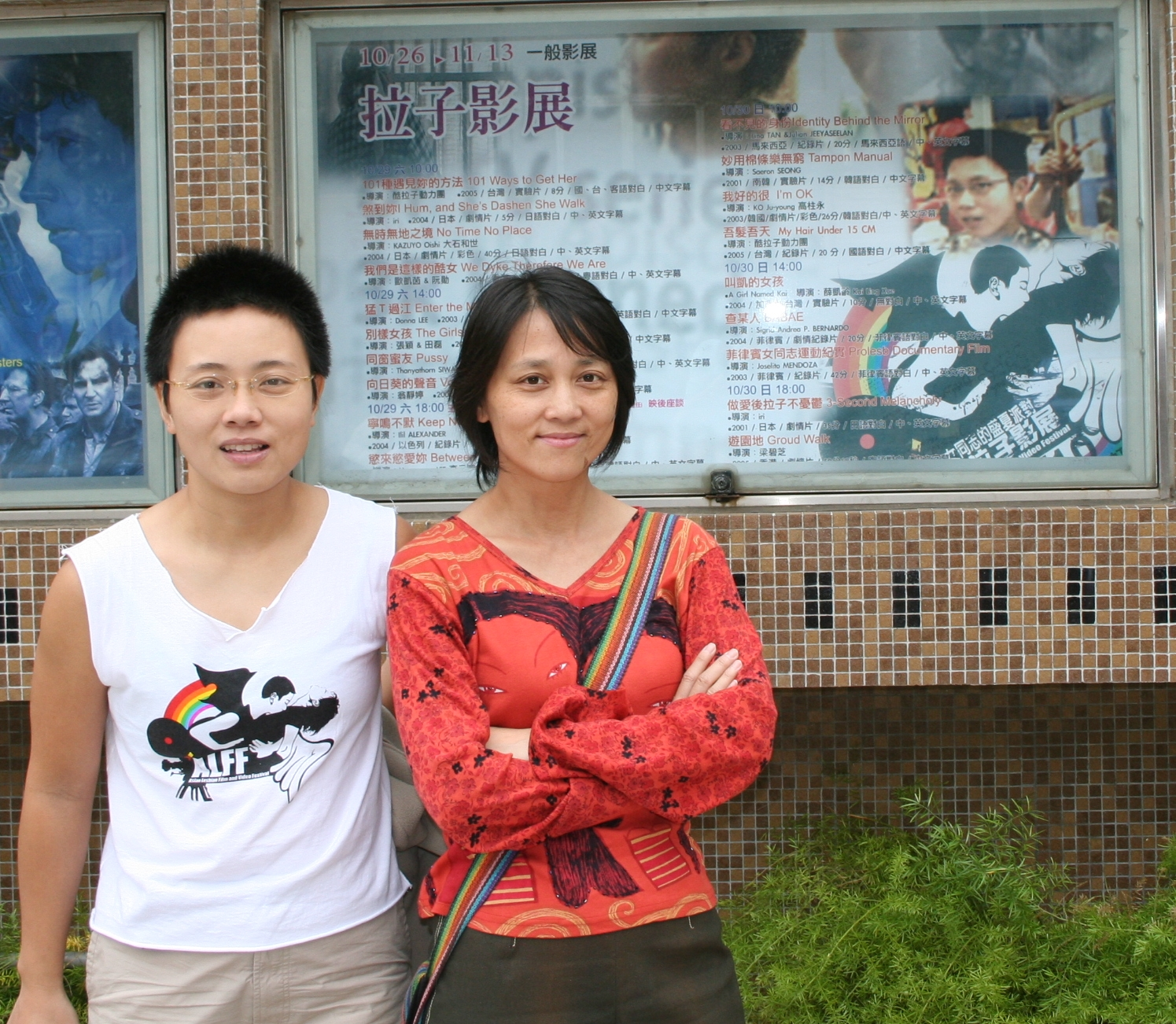
Chen Yu-Rong y Wang Ping miembros de la organización en el festival de cine lésbico.

Gender/Sexuality Rights Association Taiwan es una organización para la defensa de los derechos de las personas LGBT que fue fundada en mayo del 1999 en Taiwán. Su trabajo en la lucha por la igualdad de derechos se centra en múltiples ámbitos como la familia, el sistema educativo, la legislación, la política y la economía.
Entre las acciones que han realizado destacan la protesta en contra algunas medidas gubernamentales como el sistema de calificación de las publicaciones y los vídeos en Taiwán y la defensa de la librería gay Gin Gin cuando fue acusada de "ofensas contra la moral pública".
Desde 2005 organizan el Festival asiático de cine y video lésbico.
Su secretaria general en la actualidad es Wang Ping.